# Thisted Bryghus

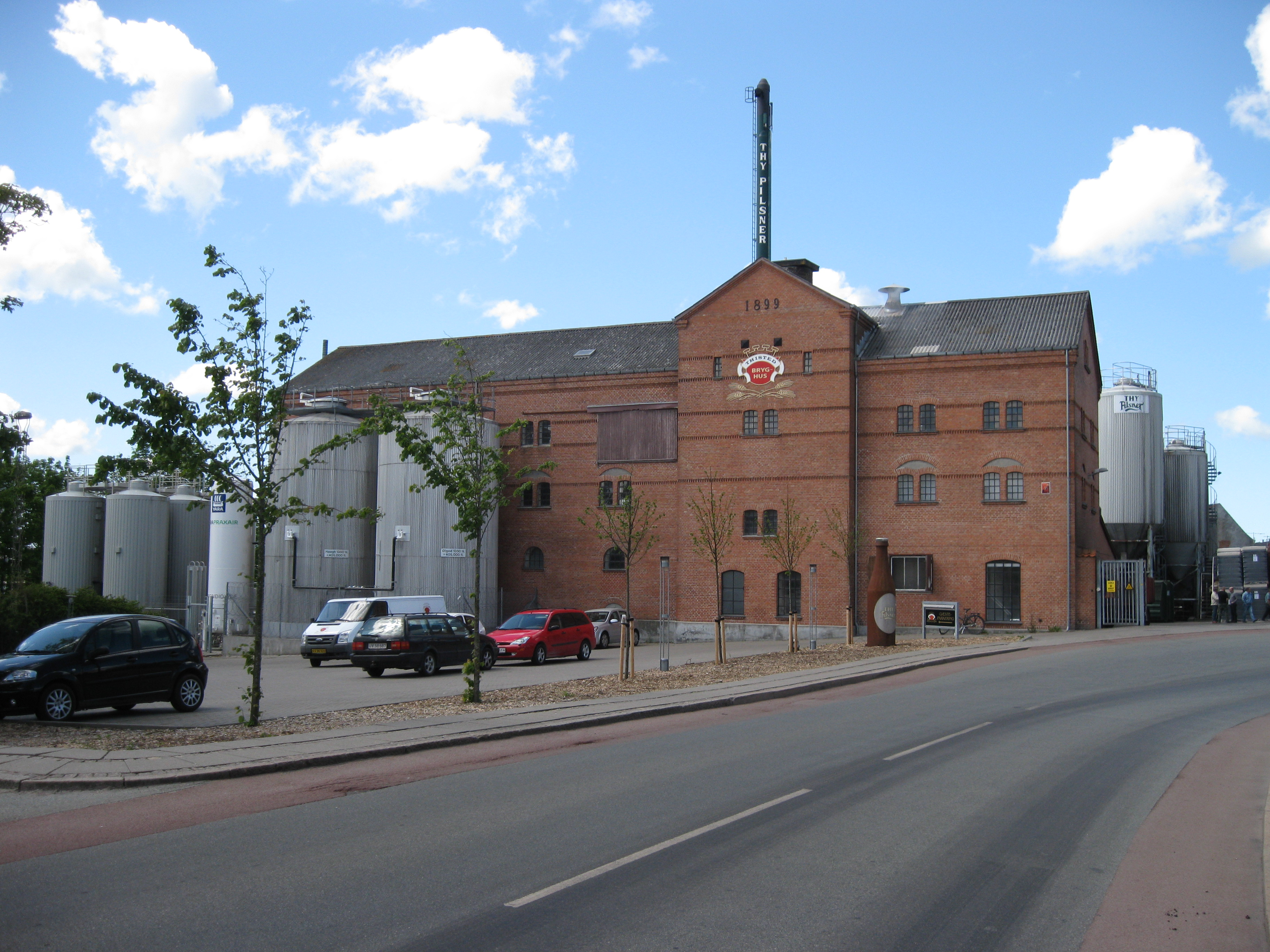
Brauereigebäude

Thisted Bryghus (deutsch Thisted Brauhaus) ist eine regionale Brauerei in Thisted auf der Insel Vendsyssel-Thy, im Norden von Jütland, Dänemark.

## Geschichte und Produkte

### Thisted Aktiebryggeri
Die Thisted Aktiebryggeri wurde 1899 gegründet und ging 1902 in die Insolvenz.

### Thisted Bryghus
Als Rechtsnachfolgerin wurde 1902 Thisted Bryghus gegründet. Die Brauerei produziert insbesondere Pilsner, das in erster Linie für den lokalen Markt gebraut wird. Im Jahr 1951 erzielte die Brauerei einen Ausstoß von über 2 Millionen Flaschen Bier. Die Brauerei produziert etwa 20 Spezialbiere, darunter das Porse Guld und Sweet Gale. Bei diesen Bieren wird der Hopfen zu einem Teil durch den Gagelstrauch ersetzt.
2015 wurde die Brauerei zur dänischen Brauerei des Jahres gewählt.